# Latinere
 Der er for få eller ingen kildehenvisninger i denne artikel, hvilket er et problem. Du kan hjælpe ved at angive troværdige kilder til de påstande, som fremføres i artiklen.

Latinere er en samlebetegnelse for mennesker med sproglige og etniske rødder i de romansktalende folk i Europa, som gennem sprog og kultur kan ses som nedstammende fra romerriget og den italiske stamme latinerne. Latinerne (latin og italiensk: Latino (m.), Latina (f.) og Latini (pl.)) var oprindeligt en italisk stamme (se også den latinske stamme) i den centrale del af det antikke Italien – i regionen Latium. I takt med at den romerske magt og kolonisering voksede, under den romerske republik, spredte det latinske sprog og kultur sig til resten af Italien. Ordet latin holdt op med at betyde et bestemt folk eller etnicitet, og fik en mere juridisk og kulturel betydning. 

## Antikken
Latinerne var et gammelt italisk folk fra Latium-regionen i det centrale Italien (Latium Vetus, eller det "Gamle Latium"), i det 1. årtusinde f.Kr. Selvom de boede i uafhængige bystater, talte de et fælles sprog (latin), havde fælles religiøse overbevisninger og delte en følelse af slægtskab. Sidstnævnte blev udtrykt i myten om, at alle latinere nedstammer fra Latinus. Latinus blev tilbedt på Mons Albanus (Monte Albano) under en årlig festival, hvor alle latinere deltog – inklusive dem fra Rom, som var en af de latinske stater. De latinske byer udvidede fælles rettigheder med hensyn til ophold og handel med hinanden.
Roms territoriale ambitioner forenede resten af latinerne i Det Latinske Forbund – som de senere blev kaldt – mod Rom i Latinerkrigen i 341 f.Kr. Denne krig vandt Rom i 338 f.Kr. Som følge heraf blev nogle af de latinske stater indlemmet i den romerske stat, og deres indbyggere fik fuldt romersk statsborgerskab. Andre blev romerske allierede og nød visse privilegier.

## Middelalderen
Efter det vestromerske rige faldt holdt mange europæere fast i den "latinske" identitet – nærmere bestemt i relation til følelsen af at være medlemmer af imperiet og romere.
I det østromerske imperium, og den bredere græsk-ortodokse verden, var latinere et synonym for alle mennesker, der fulgte den romersk-katolske kristendom. Det var generelt en negativ karakterisering, især efter det store skisma i 1054. Latinerne bruges stadig af de ortodokse kirkesamfund, men kun i en teologisk sammenhæng.
Det Hellige Romerske Rige blev grundlagt flere hundreder år efter Roms fald, men anvendte det romerske folks navn og ærede kongen med titlen "Romernes konge". På trods af dette var Det Hellige Romerske Rige primært et anliggende for romersk-tyske konger – selvom dets territorium var betydeligt større end det nuværende Tyskland.

## Moderne anvendelser

### Latineuropa
Udtrykket Latineuropa (engelsk: Latin Europe) bruges i forbindelse med europæiske nationer, hvor franskmænd, italienere, portugisere, rumænere og spaniere bor. Dette gælder også for moldovere. Deres kulturer er hovedsageligt romersk-afledte. De gør brug af romanske sprog og har traditionelt været domineret af vestlig kristendom (særligt romersk katolicisme). Stærke romerske juridiske og kulturelle traditioner kendetegner disse nationer. Latineuropa er en stor delmængde af Europa sammen med det germanske Europa og det slaviske Europa.

### Latinamerika
Af alle verdensregioner er Nord- og Sydamerika blevet mest påvirket af latineuropæiske lande i forhold til kultur, sprog, religion og genetiske påvirkning af befolkningen.[kilde mangler] Den del af Amerika, der blev præget af de latineuropæiske folk kom til at hedde Latinamerika i det 19. århundrede. Udtrykket bruges normalt til at henvise til spansk- og portugisisk-talende lande (altså det spansktalende Amerika og Brasilien).

## Eksterne links
- At skelne mellem begreberne: latinere og romere